# Forum Ostwest

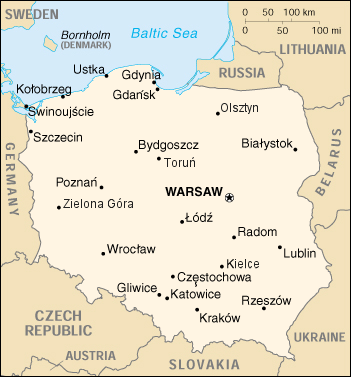
Polen und seine Nachbarn

FORUM OSTWEST Kulturprojekte mit Polen + seinen Nachbarn ist eine Veranstaltungsreihe des Rheinisch-Bergischen Kreises in Nordrhein-Westfalen, die seit 1992 durchgeführt wird. Im Juni 2013 wurde das X. FORUM OSTWEST veranstaltet, im Jahr 2015 das XI. FORUM.

## Idee und Ziele
Der Rheinisch-Bergische Kreis und seine Partner laden Künstler, Wissenschaftler und Politiker aus Polen und seinen Nachbarländern zu Konzerten, Ausstellungen, Diskussionen, Workshops und anderen Veranstaltungen ein. Gleichzeitig soll dadurch der Dialog zwischen Künstlern aus dem Rheinisch-Bergischen Kreis und aus östlichen Nachbarstaaten Europas gefördert werden. Das Forum Ostwest spricht durch sein breites Spektrum das unterschiedlichste Publikum an.

## Partner und Förderer
Partner und Förderer der Veranstaltungsreihe sind teilweise seit Beginn dabei, teilweise engagieren sie sich bei einzelnen Projekten. Zu den Partnern gehören die acht Städte und Gemeinden des Kreises, die Volkshochschulen, die Musikschulen, die Thomas-Morus-Akademie und verschiedene allgemeinbildende Schulen. Zu den langjährigen Förderern zählen die Kreissparkasse Köln und die Firma Rass. Weitere Förderer waren oder sind die Robert-Bosch-Stiftung, die Deutsch-Polnische Gesellschaft Köln-Bonn und das Deutsch-Polnische Jugendwerk.
Die Teilnehmer aus Polen und den anderen Ländern werden meist bei Privatpersonen untergebracht.

## X. FORUM 2013
Das FORUM OSTWEST (FOW) fand im Jahr 2013 zum zehnten Mal statt. Anlässlich dieses Jubiläums war im Kreishaus in Bergisch Gladbach eine Ausstellung über die vergangenen Veranstaltungen zu sehen.
Die Thomas-Morus-Akademie stellte im Kardinal-Schulte-Haus Bilder zum Massaker von Katyn der aus Krakau stammenden Künstlerin Aneta Küchler-Mocny aus.
An drei Tagen wurden in kurzen Kochkursen landestypischen Spezialitäten gekocht und anschließend „Tischgespräche“ mit Gästen aus Polen, Belarus und der Ukraine geführt.
Der Komponist Krzysztof Meyer brachte Schülerinnen und Schülern seine Arbeit näher unter dem Titel „Von der Idee zur Uraufführung“.
Bei einem Konzert in der Städtischen Galerie Villa Zanders wurden Werke von Max Bruch, Andrzej Panufnik und Krzysztof Meyer aufgeführt.
Im Haus Maria in der Aue fand ein Kammerkonzert statt.
Der aus Polen stammende Lyriker und Schriftsteller Artur Becker diskutierte mit Schülerinnen und Schülern in Leichlingen und Rösrath über sein Werk.
Die Musicalische Academie von 1812 zu Burscheid führte Werke verschiedener polnischer Komponisten auf: Frédéric Chopin, Witold Lutosławski, Ignacy Feliks Dobrzyński, Joanna Stepalska-Spix und Henryk Mikołaj Górecki.
In Odenthal standen die Bilder der polnischen Fotografin und Malerin Maria Luiza Pyrlik im Mittelpunkt.
Studierende und Dozentinnen der Kunstakademien in Poznań (Posen) und Lodz stellten in der Villa Zanders ihre Arbeiten aus und mit Papier vor.

## XI. FORUM 2015
Das elfte FORUM beschäftigte sich schwerpunktmäßig mit Musik und Literatur aus Deutschland und Polen.
Schüler der Musikschulen aus Leichlingen, Wermelskirchen und dem polnischen Tychy gaben ein großes Konzert in Wermelskirchen. Zum Kennenlernen der mehr als siebzig Jugendlichen aus Deutschland und Polen gab es ein mehrtägiges Rahmenprogramm, unter anderem mit einer Besichtigung von Schloss Burg.
Der Schriftsteller Matthias Nawrat stellte sein neues Buch Unternehmer am Gymnasium in Odenthal vor. Er wurde 1979 im polnischen Opole geboren und lebt heute in Berlin.
In Hannover lebt der Übersetzer, Autor und Verleger Adam Jaromir. Er wurde 1971 in Bielsko-Biała geboren. Mit seinem Buch Fräulein Esthers letzte Vorstellung – Eine Geschichte aus dem Warschauer Ghetto vermittelte er Kindern und Jugendlichen in Overath und Burscheid einen Eindruck vom Holocaust. Mit Schülern der Hauptschule Wermelskirchen bereitete er eine Exkursion ins Jüdische Museum Warschau vor.
Der Krimiautor Sören Bollmann, 1970 in Duisburg geboren, lebt seit dem Jahr 2000 in Frankfurt (Oder). Auf der anderen Seite des Flusses liegt das polnische Słubice, in der sich auch ein Wikipedia-Denkmal befindet. Bollmann stellte seine Bücher Mord in der halben Stadt und Einbruch in die halbe Stadt am Berufskolleg in Bergisch Gladbach und an der Gesamtschule Kürten vor. Die Journalistin Barbara Coellen von der Polen-Redaktion der Deutschen Welle und Susanne Bonenkamp vom FORUM OSTWEST führten ein Gespräch mit Bollmann über Literatur und Zukunft in der „Doppelstadt“. Bollmann ist im Hauptberuf Leiter des Frankfurt-Słubicer Kooperationszentrums. Die kommunale deutsch-polnische Zusammenarbeit steht unter dem Motto „Investition in die Zukunft durch das Überwinden der Grenzen.“

## Geschichtliches
Das FORUM OSTWEST ist aus den Bergisch-Schlesischen Musiktagen weiterentwickelt worden. Die Musiktage hatten bereits seit den 1970er Jahren den Untertitel FORUM OST-WEST geführt; sie wurden 1990 zum letzten Mal veranstaltet.
Die Wende von 1989 (Mauerfall) und die Wiedervereinigung Deutschlands 1990 machten diese Neuausrichtung notwendig. Der Kreis hatte das Ziel, den deutsch-polnischen Kulturaustausch und Dialog zu fördern. Dabei sollten Kultur und Kunst in ganzer Breite ein möglichst großes Publikum ansprechen. Auch über die Grenzen des Kreises hinaus sollten deutsche Partner einbezogen werden. Das FORUM OST-WEST, damals noch mit Bindestrich, führte den ehemaligen Haupttitel Bergisch-Schlesische Musiktage in den Jahren 1992, 1994 und 1996 als Untertitel fort.
Die EU-Erweiterung 2004 war der Anlass zu einer erneuten Namensänderung in FORUM OSTWEST Kulturprojekte mit Polen + seinen Nachbarn. Die folgenden Veranstaltungen bezogen dann die Nachbarländer ein: 2005 und 2007 gemeinsam die Republiken Tschechien und Slowakei; 2009 folgte Litauen.